# Retaule de la Immaculada Concepció (Capilla Oballe)
El Retaule per a la Immaculada Concepció, de la Capilla Oballe, antigament a la Iglesia de San Vicente, a Toledo, és un dels darrers retaules realitzats íntegrament per El Greco. Actualment es troba exposat al Museu de Santa Cruz, a Toledo.

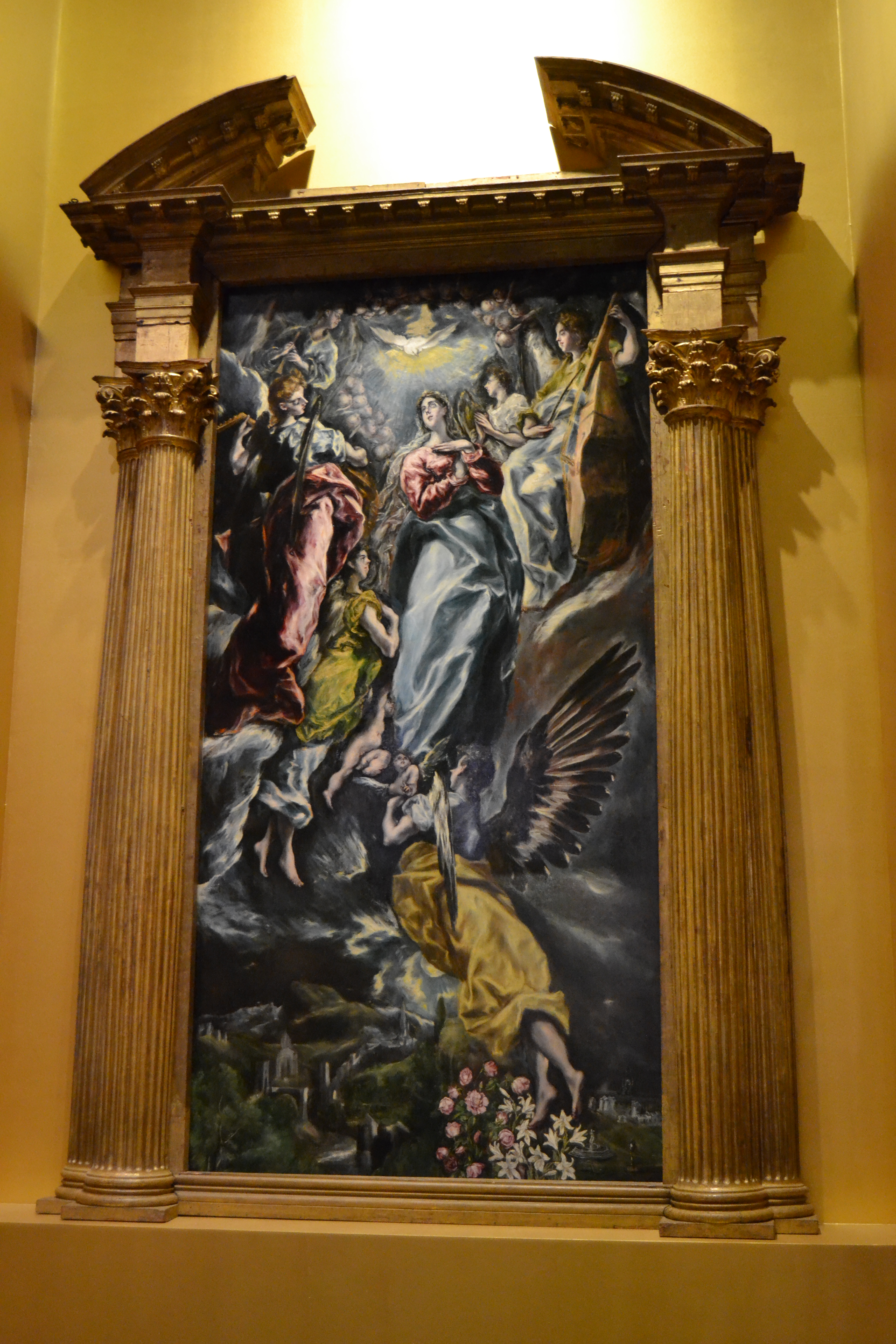
Instal·lació actual del Retaule i del Llenc, al Museo de La Santa Cruz, a Toledo.

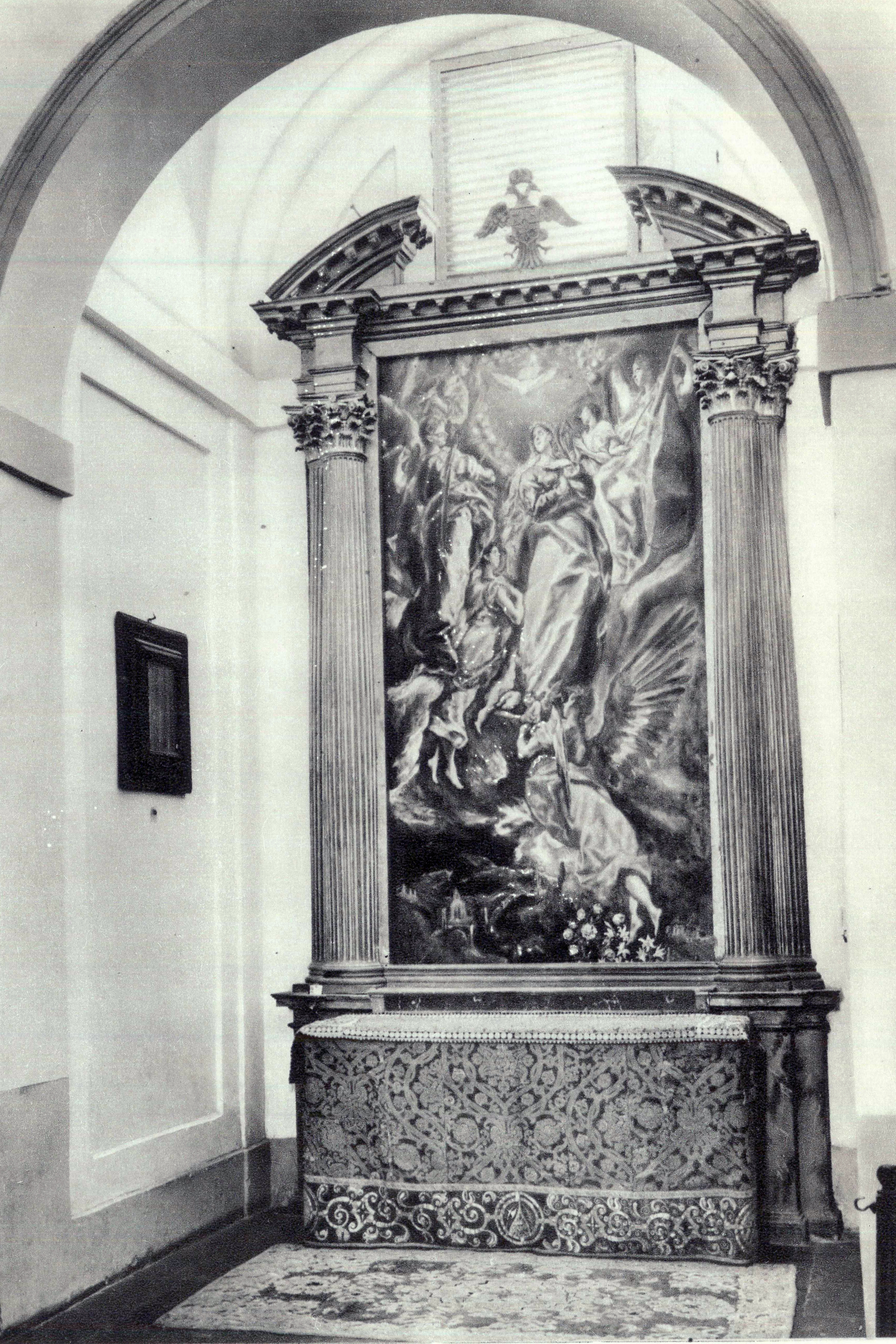
Fotografia antiga de la Capilla Oballe, amb l'àguila bicéfala, i la finestra, que és la causa de la forma de la part superior d'aquest Retaule.

## La capella Oballe
A finals de l'any 1607, l'Ajuntament de Toledo va confiar a El Greco la decoració de la capella fundada per Doña Isabel de Oballe a l'església de San Vicente, a Toledo. Aquest encàrrec havia estat confiat al genovès Alejandro Semino, que sembla que va morir sense haver-lo començat. Aleshores, el regidor de l'Ajuntament Gregorio de Angulo i el jurat Juan Langayo -amics d'El Greco- van tractar les condicions de l'obra. A l'acta celebrada el 12 de desembre es va arribar amb l'artista l'acord de que el retaule s'acreixeria en una cinquena part de l'alçada perquè "así biene a ser la fábrica de perfecta forma oy, no enana que es lo peor que puede tener cualquier genero de forma". A més, l'Ajuntament especificava que el treball de pintura, que Alejandro Semino volia realitzar com a pintura al fresc, (Josep Gudiol parla de tremp d'ou, que és molt més lògic) es faria com a pintura a l'oli "para más grave y perpetuo".
El preu concertat va ser de 1200 escuts, però en aquest preu hi anaven inclosos els 400 escuts que s'havia entregat al difunt Alejandro Semino, i que El Greco s'encarregaria de reclamar als fiadors. L'obra tenia que ser acabada als vuit mesos després d'haver estat signat el contracte, i al final de l'acta municipal es declarava "...tener a Dominico Greco por uno de los hombres más sobresalientes que hay en este arte en el Reyno y fuera de él".
A més, al sostre de la capella hi devia anar la Visitació (Capilla Oballe), i hom especificava: "una ystoria de la uisitación de santa Isabel por ser el nombre de la fundadora, para lo que se a de fixar un zírculo adornado con su cornisa a la manera que está en Illescas" perquè el que havia projectat Semino simplement "se reduzía...a pintar algunas menudencias sobre cal que es cosa de muy poca costa y autoridad, principalmente en una capilla tan pequeña que obliga a mayor adorno". Aquest llenç estava inacabat quan va morir El Greco, i tampoc va ésser acabat pel seu fill, Jorge Manuel Theotocópuli. Per aquest motiu, segurament no es va arribar a col·locar al lloc previst de la capella Oballe.
Els llenços de Sant Pere i de Sant Ildefons, ambdós de peu, es troben ambdós actualment al Monestir d'El Escorial i procedeixen de la Iglesia de San Vicente, a Toledo. És possible que inicialment també formessin part de la decoració de la Capella Oballe, tot i que aquesta suposició no està confirmada.

## El retaule de la Immaculada Concepció
Aquest retaule té els trets manieristes que caracteritzen l'estil de la darrera etapa d'El Greco. El marc de fusta daurada està flanquejat per dues columnes corinties aparellades a cada costat. La manca d'entaulament, segurament per tal de permetre la llum de l'única finestra de la capella, causa un efecte estrany a la part superior del retaule. Es conserva la decoració original de l'estructura de fusta, i la presència d'una àguila bicéfala amb l'escut d'armes de Toledo recorda que aquesta ciutat era la patrocinadora de la decoració de la capella.

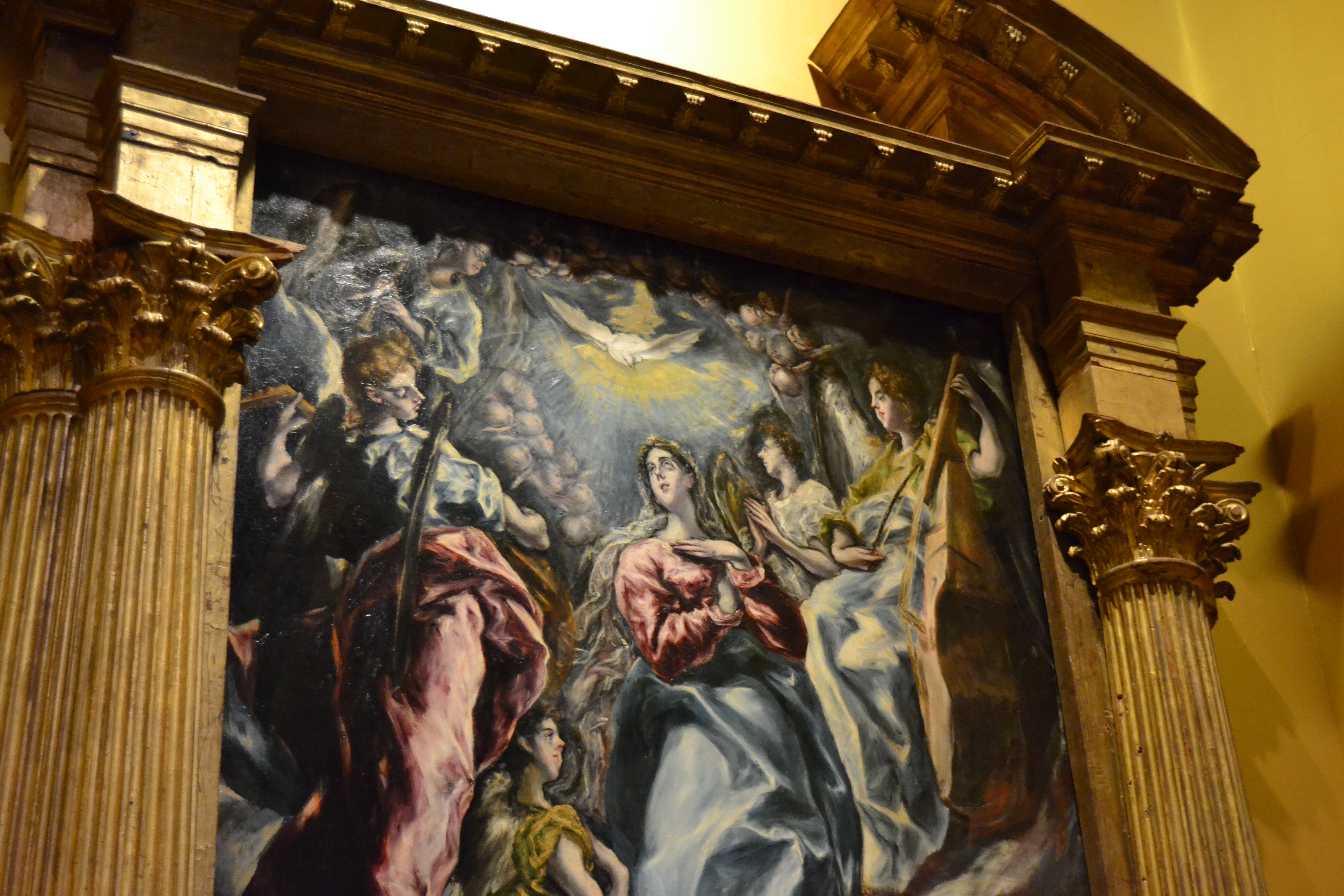
Capitells de les columnes aparellades, i part superior del Retaule de la Immaculada Concepció.

Quan l'any 1961 es va realitzar una reordenació de la Iglesia de San Vicente, el retaule i la pintura foren traslladats al Museu de Santa Cruz. Aleshores es va descobrir que el llenç havia estat doblegat tant a la part superior com a la part inferior. A la part baixa es va revelar una part del paisatge -de 24 cm.- sota el marc, on hi havia amagada la signatura del mestre. A la part superior estava oculta una faixa de pintura amb caps de querubíns.
Harold Wethey suggereig que el muntatge del llenç es va realitzar després de la mort d'El Greco. El bastidor segurament esdevingué curt, la qual cosa va suposar els esmentats doblegaments i, potser, l'eliminació d'un primitiu entaulament, talvolta projectat per El Greco. En la nova instal·lació del Museu de Santa Cruz es va allargar el bastidor amb cubs de fusta daurada, a fi de poder encabir el llenç amb les noves faixes de pintura que s'havia descobert, la qual cosa va augmentar la sensació d'estranyesa de la part superior d'aquest retaule.